# Cosmopolis (película)
Cosmopolis es una película dramática protagonizada por Robert Pattinson y dirigida por David Cronenberg. Está basada en la novela homónima de Don DeLillo.

## Argumento
Un multimillonario de 28 años de edad, Eric Packer (Robert Pattinson), viaja lentamente a través de Manhattan en su limusina, que utiliza como su oficina, cuando se dirige a su peluquero preferido. Los atascos son causados por la visita del presidente de los Estados Unidos y por el funeral del músico favorito de Eric, cuya música se toca en uno de sus dos ascensores privados. Eric se casó recientemente. En el coche y en otros lugares, tiene encuentros con su esposa, que no quiere tener relaciones sexuales con él, para ahorrar energía que necesita para su trabajo de poetisa. En cambio, él tiene sexo con otras mujeres. Todos los días, a pesar de tener reuniones importantes, su médico personal le hace una revisión para controlar su salud. Eric se preocupa debido a que el doctor encontró que tiene una próstata asimétrica. Después de la especulación monetaria devastadora, mata a su guardaespaldas y sigue un camino de autodestrucción, que incluye a un asesino que quiere matarlo.

## Elenco
- Robert Pattinson como Eric Packer.[1]
- Jay Baruchel como Shiner.[2][3]
- Paul Giamatti como Benno Levin.[4]
- Kevin Durand como Torval.[3]
- Juliette Binoche como Didi Fancher.[5]
- Samantha Morton como Vija Kinsky.[6]
- Mathieu Amalric como Andre Petrescu.
- Sarah Gadon como Elise Shifrin.
- Emily Hampshire como Jane Melman.

## Producción
Colin Farrell fue inicialmente escogido en el papel principal pero abandonó debido a dificultades de programación con Total Recall. Marion Cotillard estuvo involucrada en el proyecto pero también lo abandonó debido a conflictos de programación.

## Críticas
Cosmopolis se estrenó en el Festival de Cannes el 25 de mayo de 2012. Recibió críticas positivas.[cita requerida]
Rotten Tomatoes dio a la película un "fresco" 64%, basado en 164 opiniones. El consenso dice: "Aunque algunos les puede resultar la película fría y didáctica, Cosmopolis se beneficia de la dirección precisa de David Cronenberg, que resulta en una producción psicológicamente compleja de la adaptación de la novela de Don DeLillo."[cita requerida]
Robbie Collin, de The Telegraph, le dio a la película cuatro estrellas de cinco, diciendo: "Es una inversión inteligente de la película de Cronenberg de 1999 eXistenZ:.. en lugar de estar conectado un cordón umbilical a un mundo virtual, Packer está herméticamente sellado en la realidad. La actuación central de Robert Pattinson como Eric Packer es sensacional, lo interpreta como una caldera humana;. pedregosa en la superficie, y con las cámaras volcánicas de energía nerviosa y odio a sí mismo produciéndose muy por debajo".[cita requerida]
Ross Miller, de Thoughts On Film, también dio a la película cuatro de cinco estrellas, al destacar que "si, como yo, usted esta en sinfonía con el tono, el estilo y la dirección de la película, se producirá una experiencia fascinante e intelectualmente nutritiva".[cita requerida]
Owen Gleiberman, de Entertainment Weekly, dijo que Cosmopolis "incluye su propia versión de las hordas Occupy: con los desaliñados manifestantes vengativos que corren por las calles, y en los restaurantes, blandiendo los cuerpos de ratas muertas. Pattinson es un pálido y depredador incluso sin su maquillaje de vampiro, entrega sus pensées frígidas con confianza rítmica."[cita requerida]
Una revisión muy positiva de la película vino de The London Film Review, en la cual se escribió: "El hecho es que Cronenberg hizo una película para USTED. El 99 %. Es una película que reflexiona, comenta, satiriza y parodia nuestro tiempo."[cita requerida]
Sin embargo, Todd McCarthy, de The Hollywood Reporter, criticó la escritura cinematográfica, "sin vida, teatral y carente de un impulso subversivo palpable a pesar de las oportunidades ofrecidas por el material, esta es una adaptación muerta de la novela de Don DeLillo; inicialmente atraerá a algunos fans de Robert Pattinson, pero será ampliamente recibida con indiferencia por parte del público."[cita requerida]
La revista de cine Sight & Sound coloca a Cosmopolis en el número 8 de la lista de las mejores películas de 2012, y Cahiers du Cinéma la coloca en la posición número 2.[cita requerida]